# Schüblerkoralen
Schüblerkoralen is de naam die gewoonlijk wordt gegeven aan de Sechs Chorale von verschiedener Art (zes verschillende soorten koralen) (BWV 645-650), gecomponeerd door Johann Sebastian Bach voor orgel en door hem gepubliceerd rond 1748. De bijnaam van de koralen komt van de graveur en uitgever Johann Georg Schübler, genoemd op het titelblad.

## Titel
Sechs Chorale von verschiedener Art auf einer Orgel mit 2 Clavieren und Pedal vorzuspielen verfertiget von Johann Sebastian Bach Königl: Pohln: und Chur:Sachss: Hoff-Compositeur Capellm: u: Direct: Chor: Mus: Lips:
In Verlegung Joh: Georg Schüblers zu Zella am Thüringer Walde. Sind zu haben in Leipzig beij Herr Capellm: Bachen, beij dessen Herrn Söhnen in Berlin und Halle, u: beij dem Verleger zu Zella

## Bron
De verzameling bevat een zestal preludes voor orgel met twee manualen en pedaal, waarvan er ten minste vijf transcripties zijn van delen uit kerkcantates. Het is mogelijk dat de verzameling is gemaakt voor (of door?) Bachs zoon Wilhelm Friedemann bij zijn benoeming als organist in Halle in april 1746. Wilhelm Friedemann had melodieuze, toegankelijke werken nodig, zoals ook het geval is bij andere verzamelingen die met hem zijn verbonden (het Orgelbüchlein, de Triosonates voor orgel en de Clavier-Übung
De cantates die Bach hiervoor gebruikte zijn zogenaamde koraalcantates:
| Schüblerkoraal | titel                                    | transcriptie uit cantate:                                          | onderdeel cantate |
| -------------- | ---------------------------------------- | ------------------------------------------------------------------ | --- |
| BWV 645        | Wachet auf, ruft uns die Stimme          | Cantate 140, Wachet auf, ruft uns die Stimme (1731)                | 4e deel, 'Zion hört die Wächter singen', voor trio van obbligato (viool I en II - altviool), cantus firmus (tenor) en basso continuo                      |
| BWV 646        | Wo soll ich fliehen hin?                 | verloren cantate?                                                  | |
| BWV 647        | Wer nun den lieben Gott läßt walten      | Cantate 93, Wer nun den lieben Gott läßt walten (1724)             | 4e deel, 'Er kennt die rechten Freudenstunden', voor kwartet van cantus firmus (viool I en II – altviool), vocaal duet (sopraan en alt) en basso continuo |
| BWV 648        | Meine Seele erhebet den Herren           | Cantate 10, Meine Seele erhebet den Herren (1724)                  | 5e deel, duet 'Er denket der Barmherzigkeit', voor kwartet van cantus firmus (hobo I en II, trompet), vocaal duet (alt en tenor) en basso continuo        |
| BWV 649        | Ach bleib bei uns, Herr Jesu Christ      | Cantate 6, Bleib bei uns, denn es will Abend werden (1725)         | 3e deel, 'Ach bleib bei uns, Herr Jesu Christ', verzen 1 en 2, voor obbligato (violoncello piccolo), cantus firmus (sopraan) en basso continuo            |
| BWV 650        | Kommst du nun, Jesu, vom Himmel herunter | Cantate 137, Lobe den Herren, den mächtigen König der Ehren (1725) | 2e deel, 'Lobe den Herren, der alles so herrlich regieret', voor obbligato (viool), cantus firmus (alt) en basso continuo                                 |

Bach gebruikte dezelfde toonaard als die van de originele cantates, maar niet de patronen van de basso continuo. Ook zijn de harmonieën uit de cantates niet overgenomen, evenmin als de articulatie voor de strijkers in BWV 649 en 650. De titels zijn de eerste zinnen van de koralen en niet van de cantates, behalve bij BWV 650.
Omdat voor BWV 646 geen bron is gevonden, maar de andere koralen alle op koraalcantates zijn gebaseerd, zijn de meeste musicologen ervan uitgegaan dat ook dit koraal is gebaseerd op een van de 100 verloren gegane cantates. Met name de schrijfwijze als trio doet vermoeden dat het origineel van de rechterhand terug te voeren is op viool, of mogelijk violen en altviool in unisono, en de linkerhand op de basso continuo, terwijl de pedaalpartij - de koraalmelodie – gezongen werd door sopraan of alt die in het koraal door de linkerhand wordt gespeeld. Boyd veronderstelt, evenals Williams, dat BWV 646 niet een transcriptie is van een cantate maar een origineel orgelwerk.

## Uitgave

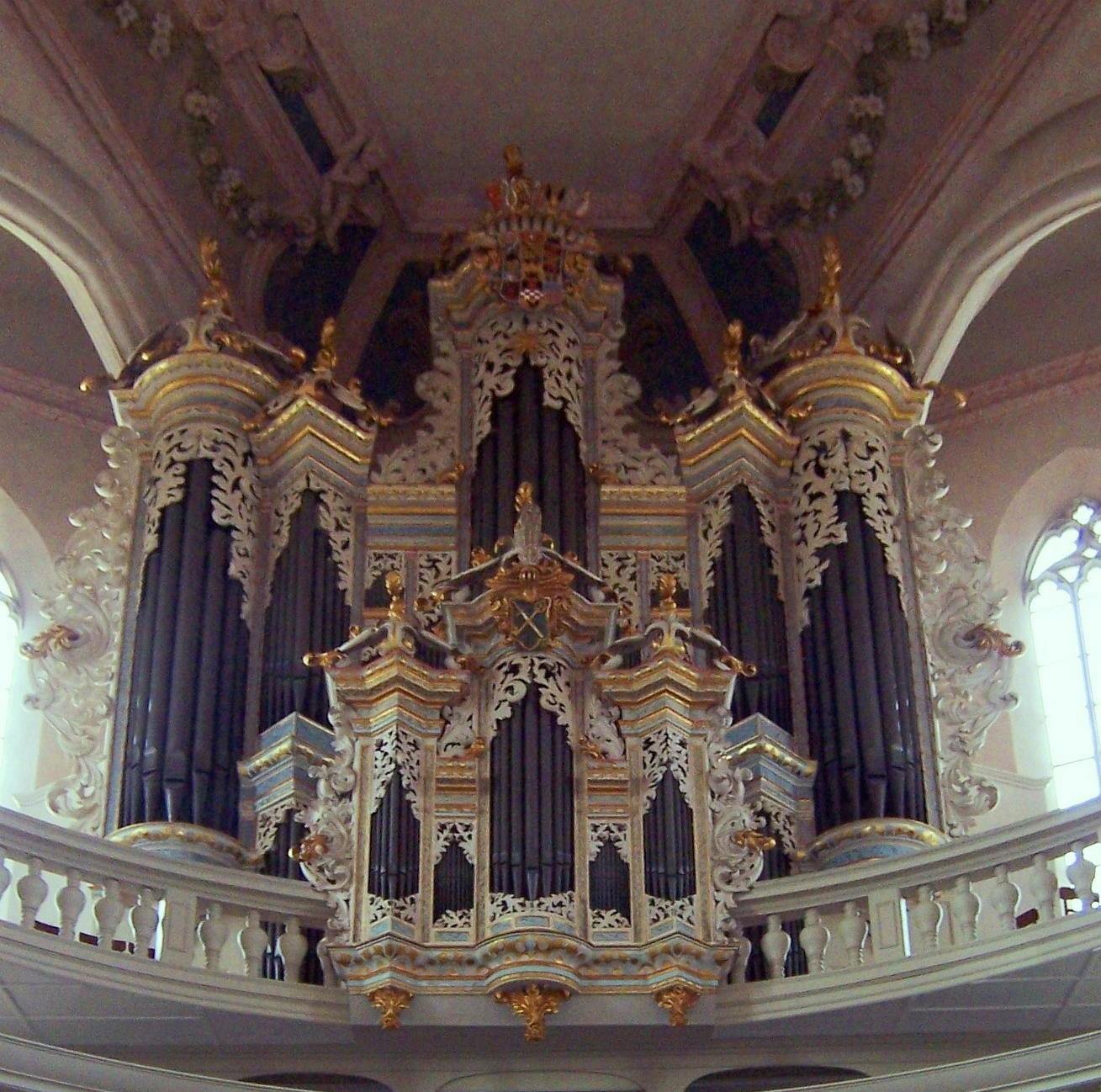
Hildebrandt orgel ('Bach'-orgel) in Naumburg

Het feit dat Bach zijn koralen heeft uitgegeven – ondanks dat het transcripties zijn van bestaande werken – geeft aan dat hij ze als een belangrijke collectie beschouwde, zoals dat ook het geval was met zijn andere klavierwerken die hij liet drukken. Een verklaring voor de uitgave van transcripties die wordt gegeven is de polemiek die gevoerd werd naar aanleiding van een kritisch artikel van de hand van J.A. Scheibe over de muziek van Bach. Die muziek, en Scheibe verwees vooral naar Bachs concertante muziek, zou gezwollen, bombastisch ('schwülstig') zijn en te bewerkt. Scheibe maakte onderscheid tussen een hoge, midden en lage stijl in muziek, en de bombastische, gezwollen stijl was een verbasterde vorm van de hoge stijl. Bachs reageerde op verschillende manieren. Er werden twee pamfletten pro-Bach gepubliceerd door J.A. Birnbaum, hoogleraar retorica van de universiteit van Leipzig en een verdediger van Bach. Een andere reactie was de publicatie van de Schübler koralen, waarin hij zes delen met een toegankelijk karakter uit zijn cantates opnam in het meer verkoopbare medium van de klaviertranscripties.

## Vorm en waardering
De zes koralen (voor een toelichting op koralen zie de Leipziger koralen onder 'vorm') verschillen sterk van de strengere Clavier-Übung III of de Goldbergvariaties en Canonische Variaties met hun ingewikkelde contrapunt. De koralen zijn melodieus en van eenvoudiger muzikale opzet.
De koralen hebben met elkaar gemeen dat de koraalmelodie duidelijk tot uiting komt.
De prelude van BWV 645 wijkt enigszins af van de andere. De cantate waarop dit werk is gebaseerd werd jaren gecomponeerd na de cantates die werden gebruikt voor de andere koralen. Bach componeerde BWV 645 na een bezoek aan Dresden, waar hij kennis zal hebben gemaakt met de nieuwe school van componisten en waar hij mogelijk op 13 september 1731 aanwezig is geweest bij de première van Hasse's opera Cleofide. Cantate 140, de bron voor dit orgelwerk, is beïnvloed door de zogenaamde galante stijl, waarbij de melodie van de obligate stem ingebed is door appogiatura's, acciaccatura's en alla zoppa ritmes. Bovendien is de baslijn eenvoudig en volgt die niet dat wat Bach als muzikale motieven in de bovenstemmen gebruikt.
De andere preludes zijn traditioneler in stijl, mede door het gebruik van oudere cantates.

## Geselecteerde discografie
- Ton Koopman, Organ Works Vol. 2 (Christian Müller orgel van de Grote Kerk te Leeuwarden; met de Leipziger koralen; uitvoeringen met toevoeging van gezongen koralen)(Teldec 2CDs 4509-94459-2)